# Fluke
Fluke – brytyjski zespół muzyczny, tworzący elektroniczną muzykę taneczną, założony w późnych latach osiemdziesiątych przez Jona Fuglera, Mike'a Tourniera, Mike'a Bryanta i Juliana Nugenta jako menedżera zespołu. Do powstania zespołu przyczyniło się zainteresowanie jego członków rozwijającą się sceną acid house, w szczególności fascynacja muzyką grupy Cabaret Voltaire (grupa muzyczna) i włoskiego wykonawcy Giorgio Morodera.
Zespół łączy w swojej muzyce różne style i gatunki muzyczne, począwszy od house, przez techno, ambient, na bluesie kończąc.
Zespół, prócz typowych albumów, tworzył także utwory do popularnych w pierwszym dziesięcioleciu dwudziestego pierwszego wieku filmów Matrix Reaktywacja i Sin City.
Do końca 2010 roku zespół wydał pięć albumów studyjnych, dwie kompilacje oraz dwa albumy koncertowe. W trakcie swej kariery, zespół współpracował z wieloma muzykami, jak Neil Davenport (gitara), Robin Goodridge (perkusja), Hugh Bryder (DJ) lub Rachel Stewart (wokal), która wspierała zespół wokalnie we wszystkich koncertach w latach 1997 i 1999.
Po wydaniu albumu Risotto Mike Tournier opuścił grupę, przechodząc do zespołu Syntax. Mike Bryant i Jon Fugler wydali ostatni album we dwóch, a następnie zaangażowali się w projekt 2 Bit Pie, wydając swój debiutancki album 2Pie Island we wrześniu 2006.

## Dyskografia

### Albumy
- The Techno Rose of Blighty (1991)
- Out (In Essence) (1991)
- Six Wheels On My Wagon (1993)
- The Peel Sessions (1994)
- Oto (1995)
- Risotto (1997)
- Xmas Demos (2000)
- Progressive History X (2001)
- Progressive History XXX (2002)
- Puppy (2003)

### Single
- Island Life (1988)
- Thumper (1989)
- Joni/Taxi (1990)
- Philly (1990)
- The Bells (1991)
- Slid (1993)
- Electric Guitar (1993)
- Groovy Feeling (1993)
- Bubble (1994)
- Bullet (1995)
- Tosh (1995)
- Atom Bomb (1996)
- Absurd (1997)
- Squirt (1997)
- Slap It/Another Kind of Blues/Zion (2002)
- Pulse (2002)
- Hang Tough (2003)
- Switch (2003)

### Soundtracki
- Matrix Reaktywacja – Zion – 2003
- Sin City – Absurd – 2005